# William Brennan
William J. Brennan Jr. (Newark, 25 aprile 1906 – Arlington, 24 luglio 1997) è stato un giudice statunitense, giudice associato della Corte suprema degli Stati Uniti d'America dal 1956 al 1990. Nominato da Dwight Eisenhower nel 1956, è stato uno dei membri più influenti della Corte, in particolare per l'ala liberal.

## Biografia
William Brennan è nato a Newark (New Jersey) da una famiglia cattolica irlandese. Ha studiato economia alla Wharton School of the University of Pennsylvania e diritto alla Harvard Law School. Ha servito nell'esercito dal 1942 al 1945, lasciando con il grado di colonnello.
È stato nominato giudice della Corte suprema dal presidente Dwight Eisenhower il 15 ottobre 1956 con un recess appointment. È stato confermato dal Senato il 19 marzo 1957. Si è ritirato per motivi di salute nel 1990 all'età di 84 anni, dopo 34 anni di servizio. Durante le presidenze Burger e Rehnquist è diventato il leader dell'ala liberale della Corte. Secondo il collega conservatore Antonin Scalia "è stato probabilmente il giudice più influente del [XX] secolo".
Nel 1993 ha ricevuto la Medaglia presidenziale della libertà dal presidente Bill Clinton. Nel 1995 all'interno della School of Law della Università di New York è stato istituito il Brennan Center for Justice.
È morto nel 1997 a 91 anni. È sepolto al cimitero nazionale di Arlington.